# Mary Leakey
Mary Leakey (all'anagrafe Mary Douglas Nicol; Londra, 6 febbraio 1913 – Nairobi, 9 dicembre 1996) è stata un'archeologa e paleoantropologa britannica, moglie di Louis Leakey, famosa per diversi importanti ritrovamenti archeologici in Africa.

## Biografia

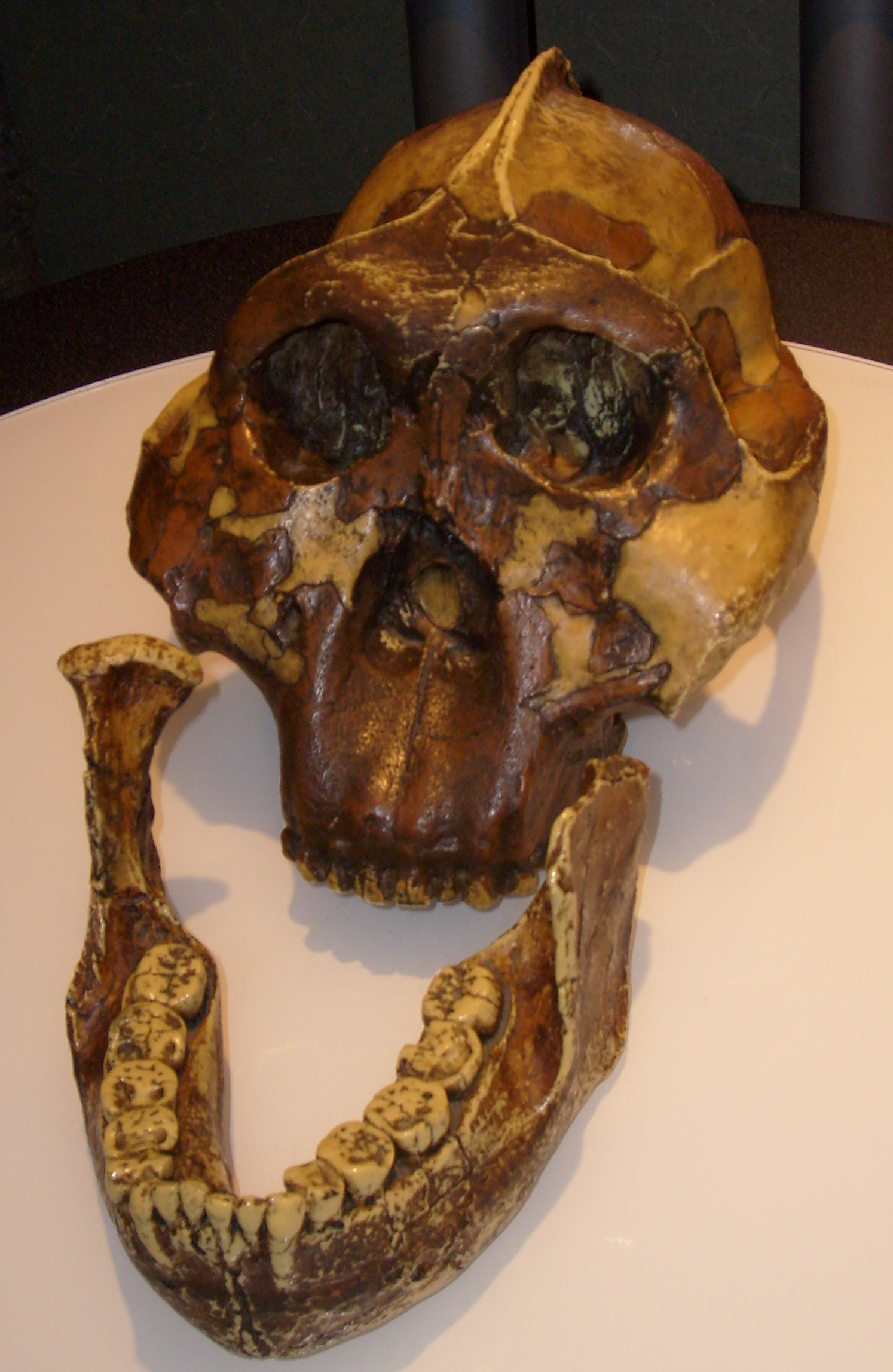
Riproduzione di un cranio di Australopithecus boisei scoperto da Mary Leakey nel 1959

Suo padre, Erskine Nicol, era un famoso pittore paesaggista, e la giovane Mary Leakey trascorse molta della sua adolescenza in Europa, specialmente nella Dordogna e a Les Eyzies, una regione ricca di siti preistorici ed archeologici, ai quali lei si interessò subito.
Nel 1926, alla morte del padre, tornò a Londra con la madre, ma la ragazza si rivelò uno spirito ribelle e venne espulsa da due scuole cattoliche.
Nel 1930 intraprende studi universitari di archeologia e biologia specializzandosi in paleoantropologia e lavorando come illustratrice scientifica.
Incontrò Louis Leakey all'Università di Cambridge nel 1933. Fra i due nacque subito una relazione amorosa che condurrà alle nozze nel 1936. L'anno successivo Mary partecipò alla missione di scavi del marito in Kenya e così fu per gli anni successivi.
Una delle importanti scoperte archeologiche di Mary fu quella del primo teschio fossile di Proconsul, un primate estinto del Miocene.
Nel 1959 Mary e il marito fecero la loro prima grande scoperta: un cranio ben conservato di Australopithecus boisei, che chiamarono Zinyanthropus boisei, o più semplicemente "Ziny". Era il primo ben conservato e anche il più antico resto di ominide conosciuto all'epoca. Il sistema di datazione potassio-argon, applicato alle ceneri vulcaniche, gli assegnò infatti un'età di un milione e ottocentomila anni. ‘'Ziny'’ (chiamato anche "schiaccianoci" per l'eccezionale potenza delle sue mascelle), rese di colpo la famiglia Leakey famosa in tutto il mondo.
Dalla metà degli anni sessanta la donna si trasferì praticamente in pianta stabile nella Gola di Olduvai, in Tanzania, spesso da sola, mentre il marito lavorava ad altri progetti.
Nel 1964 marito e moglie ebbero un altro successo: scoprirono una nuova specie, più antica dell'erectus di un milione di anni. Viene battezzata Homo habilis, dalla sua capacità di scheggiare ciottoli. I reperti consistevano in quattro frammenti di cranio che chiamano "Cindy", "George", "Johnny" e "Twiggy". I resti erano incompleti, ma il grande lavoro di ricostruzione evidenziò una capacità cranica di 650 centimetri cubi, decisamente superiore ai coetanei Australopithecus gracilis e robustus con cui l'ominide aveva convissuto.
Nel 1974 iniziò gli scavi nelle vicinanze di Laetoli, e nel 1976 il suo team portò alla luce un gran numero di impronte animali fossilizzate dalla cenere di un vulcano. Nel 1978 fece la sua più grande scoperta: alcune file di impronte fossili lasciate da ominidi bipedi.
In realtà la scoperta fu fatta da Paul I. Abell che nel '78 rinvenne nel tufo un’orma senza alcun dubbio di origine ominide e l’anno successivo, con la rimozione dello strato superficiale, portò alla luce due file di circa 27 metri di orme ben definite e conservate, lasciate da ominidi che possedevano un’andatura perfettamente eretta.
Mary si ritirò dall'attività sul campo nel 1983, trasferendosi a Nairobi, dove morì il 9 dicembre 1996 all'età di 83 anni.
Malgrado fosse la moglie del famoso e carismatico Louis Leakey, Mary riuscì a diventare famosa per propri meriti e non all'ombra del marito. Divenne una delle figure di spicco della paleoantropologia, nonostante il fatto che non si fosse mai laureata. A fine carriera ricevette molte lauree ad honorem e vari altri premi.